# Ашетт, Жанна
Жанна Лэне, в девичестве Фурке, больше известная под прозвищем Жанна Ашетт (фр. Jeanne Hachette — Жанна Секира; примерно 1454, Бове — ?) — жительница французского города Бове, прославившаяся своим героическим поступком при обороне города от войск Карла Смелого, герцога Бургундии.

## Биография
Жанна была дочерью мещанина Жана Фурке. В 10-летнем возрасте она осталась сиротой, когда её отец погиб в сражении при Монлери. Жанну взяла на воспитание дама Лэне. По другой версии, Жанна после гибели отца осталась со своей матерью, чью фамилию переняла в согласии с местной традицией.
27 июня 1472 года внушительная бургундская армия (около 80 000 чел.) захватила предместье Бове и атаковала сам город. Ей противостояло лишь 300 человек гарнизона во главе с Луи де Баланьи. В напряжённый момент штурма одному из бургундцев удалось взобраться на гребень крепостной стены и установить штандарт. В этот момент 16-летняя Жанна Лэне бросилась на бургундца с топором в руках и зарубила его, после чего сорвала штандарт и швырнула его в крепостной ров. Поступок Жанны придал сил упавшим духом защитникам Бове, к которым присоединились и женщины. Гарнизону удалось отбиться и дождаться подкрепления. Осада Бове продлилась 25 дней, но он так и не был взят войсками Карла Смелого.
Героизм, проявленный горожанами Бове во время осады, был вознаграждён Людовиком XI — король снизил налоги и ввёл ежегодную благодарственную «процессию Ашетт», возглавляемую женщинами. Жанну, получившую после вышеописанных событий прозвище «Секира» (Hachette), наградили деньгами, а также навечно освободили её с мужем Колином Пилоном и всех их последующих потомков от налогов.

## Вопрос существования
19 февраля 1850 года в журнале «Национального собрания» появилась статья историка Полена Париса, утверждавшего, что в источниках XV века имя Жанны Ашетт нигде не фигурирует и появляется в 1612 году в книге «История Наварры» Андрэ Фавина. Представители духовенства не поддержали это мнение. Имя Жанны Лэне встречается в «Compendium super Francorum gestis» (1497) хроникера Робера Гагена. Также сохранилось разрешение короля Людовика XI на брак между Жанной Лэне и Колином Пилоном.

## Память
6 июля 1851 года Жанне Ашетт по проекту скульптора Габриэль-Виталя Дюбре в центре города Бове установили бронзовый памятник. На торжественной церемонии 734 музыканта исполнили «Кантату Жанне Ашетт», написанную Сигизмундом фон Нейком.
Некоторые учебные заведения и улицы во Франции названы в честь Жанны Ашетт. В Люксембургском дворце Парижа, где сегодня заседает сенат, часть библиотеки, конференц-зал носят имя Жанны Ашетт.
27 июня 1907 года в Бове состоялась ежегодная религиозная процессия в честь Жанны. По сей день в городе проходит ежегодное шествие в исторических костюмах в день памяти.

### В массовой культуре
- 1764 — трагедия в пяти действиях Араньона «Бове или Жанна Лэне» не поставленная на сцена, но вышедшая из печати в 1766 году[15].
- 1791 — трагедия Маркиза де Сада «Жанна Ашетт».
- 1822 — драма в трёх актах «Жанна Ашетт или героиня Бове» Ж. Дюперка.
- 1835 — стихотворение Фанни Денуа де Верн «Жанна Ашетт или осада Бове»[16].
- 1838 — драма в пяти действиях и шести частях «Жанна Ашетт или осада Бове» Адольфа д’Эннери и Огюста Анисе-Буржуа.
- 1911 — рассказ «Жанна-Топор» Михаила Первухина.
- 1922 — драма Филеаса Лебека «Осаждённый город, или легендарная Жанна Ашетт»
- 1924 — фильм «Чудо волков» режиссёра Раймона Бернара.